# Tabaksbeutel

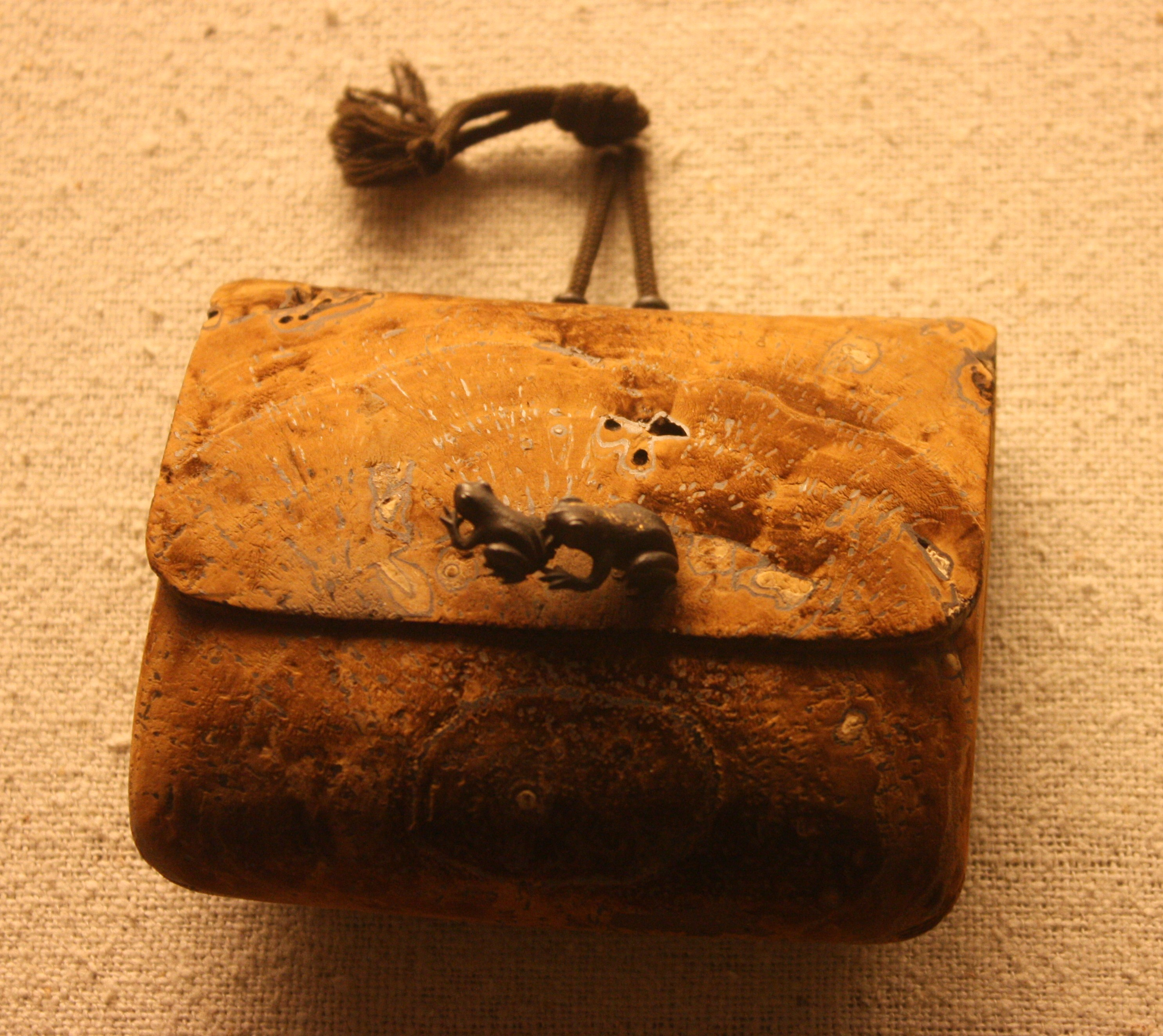
Ein mit zwei Fröschen verzierter Tabaksbeutel aus Japan (Exponat aus dem Victoria and Albert Museum, London).

Der Tabaksbeutel (auch Tabakbeutel) ist ein kleiner Beutel als Aufbewahrungsort für Tabak, welcher für das Stopfen einer Pfeife oder zur Herstellung von Zigaretten in Handarbeit (umgangssprachlich: Drehen) verwendet wird. Das meistverwendete Material ist Leder, weil es den Tabak effektiv vor Feuchtigkeit schützt. 

## Geschichte
Die ersten Tabaksbeutel wurden als archäologische Funde in der Mongolei gefunden. Diese waren mit zahlreichen Stickereien versehen. In Europa war der Tabaksbeutel meist ein schlichter Beutel, welcher wie der Geldbeutel und der Dolch am Gürtel getragen wurde.